# Scalalogie
Die Scalalogie (Treppenkunde) ist ein wissenschaftlicher Forschungszweig und beschäftigt sich mit den Eigenarten von Treppen und deren Wirkungen auf den Menschen. Der Begriff kommt vom lateinischen Begriff scala, das im Singular Stufe und im Plural (scalae) Leiter oder Treppe bedeutet.

## Geschichte
Friedrich Mielke, Professor für Denkmalpflege am Institut für Stadt- und Regionalplanung der Technischen Universität Berlin, begründete die Treppenkunde 1951 als Forschungszweig der Bauforschung. Mit der Scalalogie beschäftigt sich die 1980 von Mielke gegründete private Arbeitsstelle für Treppenforschung in Konstein, die 2012 als Friedrich-Mielke-Institut für Scalalogie von der Ostbayerischen Technischen Hochschule Regensburg übernommen wurde, sowie seit 1985 die Gesellschaft für Treppenforschung, der u. a. Bauingenieure, Architekten, Kunsthistoriker und Psychologen angehören.